# Saint-Germain-des-Angles
Saint-Germain-des-Angles är en kommun i departementet Eure i regionen Normandie i norra Frankrike. Kommunen ligger i kantonen Évreux-Nord som tillhör arrondissementet Évreux. År 2022 hade Saint-Germain-des-Angles 171 invånare.

## Befolkningsutveckling
Antalet invånare i kommunen Saint-Germain-des-Angles
Referens:INSEE